# Notacanthus chemnitzii
Nordlig piggål, Notacanthus chemnitzii, är en fiskart som beskrevs av Bloch, 1788. Notacanthus chemnitzii ingår i släktet Notacanthus, och familjen Notacanthidae. Inga underarter finns listade i Catalogue of Life.